# Graal-Müritz
Graal-Müritz est une commune du Mecklembourg-Poméranie-Occidentale située dans l'arrondissement de Rostock.

## Géographie
Graal-Müritz est une station balnéaire située au bord de la mer Baltique.

## Histoire
Les communes de Graal et de Müritz étaient des communes autonomes jusqu'à leur fusion en 1938. Müritz, la partie orientale la plus ancienne, a été mentionnée pour la première fois dans un document officiel en 1328.

## Jumelages
- Barsbüttel (Allemagne) depuis 1990[1]